# إبراهيم السلقيني
إبراهيم محمد السلقيني (31 ديسمبر 1934 - 6 سبتمبر 2011)، عالم دين سوري من أهل السنة والجماعة، ومفتي مدينة حلب منذ 2005 إلى حين وفاته

## مولده وأسرته
ولد الدكتور إبراهيم السلقيني في حلب في حي باب المقام في تاريخ 31 ديسمبر سنة 1934 وتوفي في يوم الثلاثاء 6 سبتمبر 2011 ، وترعرع في كنف ورعاية والديه وجده، والده محمد سلقيني، وجده إبراهيم سلقيني الجد عالم معروف وشهير.

## طلبه للعلم

### طلبه للعلم في محيطه العائلي
تلقّى عن جده وحفظ عليه أجزاء القرآن الكريم وعدداً من الأحاديث النبوية ومجموعة من المتون وألفية ابن مالك والأجرومية في النحو وغيرها، وتوفي جده وعمره ثلاث عشرة سنة.

### طلبه للعلم في الخسروية
تلقّى التعليم الإعدادي والثانوي في الثانوية الشرعية بمدينة حلب (الخسروية) وكان اسمها آنذاك الكلية الشرعية تلقّى علوم عن كبار علماء حلب كمحمد راغب الطباخ وأحمد الشماع وسعيد الإدلبي ووالده محمد سلقيني ونجيب خباطة ومحمد بلنكو وأبو الخير زين العابدين وعبد الوهاب السكر وعبد الله حماد ومحمد جبريني وناجي أبو صالح وغيرهم. وبعد أن حصل على شهادة الثانوية الشرعية بتفوق، ولم تكن معادلة للشهادة الثانوية العامة.

### طلبه للعلم في الجامعة
في السنة التالية لتخرجه داوم في المعهد العربي الإسلامي، وكان سابقاً قد حصل على الإعدادية العامة، وهكذا حصل على الثانوية العامة للفرع الأدبي، وتقدم بعد حصوله على الثانويتين للقبول في كلية الطب بحامعة إستانبول، بناء على الثانوية العامة للفرع الأدبي، وكانت الثانوية للفرع الأدبي مقبولة في جامعة إستانبول، وكذلك تقدم بناء على الثانوية الشرعية للقبول في كلية الشريعة والقانونية بالجامعة الأزهرية في القاهرة، وكان كل ذلك عام 1952، وسافر إلى إسطنبول، وداوم في كلية الطب بجامعتها أسبوعاً، ولكن غير الطريق، وعاد إلى حلب، ومنها إلى القاهرة، وداوم فيها وتابع دراسته مداوماً حتى تخرج وحصل على الإجازة منها بتفوق ثم حصل على دبلوم التربية، من كلية التربية، وتقدم بعد تخرجه لمسابقة تعيين مدرسين لمادة التربية الإسلامية وكان ترتيبه الأول فعين في حلب، ودرس في دار المعلمين والمعلمات وبعض الثانويات، ثم عين مدير إعدادية إسكندرون الرسمية بحلب.

### الدراسات العليا والدكتوراه
تابع دراسته العليا في الجامعة الأزهرية كلية الشريعة والقانون، فتحصل على الماجستير بمرتبة جيد جداً، تم على الدكتوراه بمرتبة الشرف الأولى، وكانت الرسالة بعنوان (تحقيق المراد بأن النهي يقتضي الفساد) (دراسة وتحقيق)، وقام المجمع العلمي العربي بدمشق بطبعه عام 1973 ثم قامت بطبعه أيضاً دار الفكر بدمشق

## المؤهلات العلمية
- الشهادة العالية لكلية الشريعة والقانون بالجامعة الأزهرية.
- دبلوم التأهيل التربوي من كلية التربية بجامعة دمشق.
- دبلوم في الشريعة الإسلامية من كلية الشريعة والقانون بالجامعة الأزهرية.
- ماجستير في الشريعة الإسلامية من كلية الشريعة والقانون بالجامعة الأزهرية بمرتبة جيد جداً.
- دكتوراه في الشريعة الإسلامية من كلية الشريعة والقانون بالجامعة الأزهرية بمرتبة الشرف الأولى.

## الوظائف التعليمية
- مُدرِّس التربية الإسلامية في ثانويات حلب.
- مُدرِّس التربية الإسلامية في دار المعلمين والمعلمات بحلب.
- عُيِّن عضواً في الهيئة التدريسية في جامعة دمشق، وتدرج فيها رئيساً لقسم الفقه، ثم وكيلاً للكلية للشؤون العلمية، ثم عميداً للكلية، كما كان يقوم بالتدريس إضافة لكلية الشريعة في كليتي الحقوق بجامعة دمشق وجامعة حلب.
- مُدرِّس الفقه وأصوله في كلية الشريعة بجامعة دمشق.
- مُدرِّس أصول الفقه في كلية الحقوق بجامعة دمشق.
- مُدرِّس أصول الفقه في كلية الحقوق بجامعة حلب.
- وفي عام 1984 دُعي أستاذاً زائراً لكلية الشريعة في جامعة أم القرى بمكة المكرمة.
- وفي عام 1988 دُعي أستاذاً زائراً لكلية الدراسات الإسلامية والعربية وفي دبي، وطلب منه الاستمرار في العمل فيها عميداً لها فاعتذر.
- وفي عام 1989 تكرر الطلب منه والضغط عليه للقبول وطلبوا من وزارة التعليم العالي الموافقة على إعارته فوافقت الوزارة فسافر إلى دبي في 23/9/1990 وبقي في دبي عميداً للكلية حتى عام 2001، ثم تفرّغ للدراسات العليا فيها، وهي كلية ينفق عليها رجل الأعمال والمحسن السيد جمعية الماجد، وبلغ عدد الطلاب والطالبات فيها ما يزيد عن أربعة آلاف طالب وطالبة.

## الوظائف الإدارية
تقدم لانتخابات الاتحاد القومي أيام الوحدة، فحصل على أعلى الأصوات، كما تقدم لانتخابات مجلس الشعب السوري في أول دورة منتخبة للمجلس عن مدينة حلب عام 1973 فحصل على أعلى الأصوات أيضاً.
في عام 2005 طلب بإلحاح الموافقة على إنهاء عمله والعودة إلى حلب لمتابعة نشاطه في البحث العلمي، والكتابة، والتدريس الطوعي، وبمجرد عودته تم اختياره مفتياً لحلب فاعتذر، وتكرر طلب الموافقة منه على القبول وحضر السيد وزير الأوقاف السابق الدكتور زياد الأيوبي، وسماحة المفتي العام الدكتور الشيخ أحمد بدر الدين حسون ومعها بعض الوجهاء في حلب إلى بيته، فقبل مستعيناً بالله تعالى على تحمل هذه الأمانة، راجياً منه العون والتسديد، كان ذلك في 27/9/2005 حتى وفاته بتاريخ 6/9/2011

## مؤلفاته
- شارك بوضع الخطة الدراسية ومفردات مقررات كلية الشريعة في جامعة دمشق حينما طُبِّق النظام الفصلي فيها.
- ألَّف بعض الكتب للمدارس الثانوية الشرعية ومنها مقرر الفقه للمدارس الشرعية في الجمهورية العربية السورية.
- ألَّف كتب التربية الإسلامية للصف الرابع دور المعلمين والمعلمات في الجمهورية العربية السورية.
- شارك في التدريس للدورة التي أقامتها وزارة التربية لمُدرِّسي التربية الإسلامية في سوريا ووضع أملية لها.
- حقَّق بعض المخطوطات ومنها كتاب (تحقيق المراد في أن النهي يقتضي الفساد للحافظ العلائي) وقام المجمع العلمي بدمشق بطبعه ونشره.
- كتاب (الفقه الإسلامي أحكام الطهارة والصلاة) المقرر في كلية الشريعة بجامعة دمشق.
- كتاب (الفقه الإسلامي أحكام الصوم والزكاة والحج) المقرر في كلية الشريعة بجامعة دمشق.
- كتاب التشريع الإسلامي لكلية البريد العربية التابعة لجامعة الدول العربية عام 1983م.
- كتاب (أصول الفقه الإسلامي) لطلاب السنة الرابعة من كلية الحقوق في جامعة دمشق وجامعة حلب.
- شارك في عدد من الندوات والمؤتمرات والمجامع الفقهية.
- كتب عددا كبيراً من المقالات في مختلف المجلات والصحف العربية.

## موقفه من الثورة السورية
صرح الدكتور إبراهيم السلقيني أن مدينة حلب ليست هادئة وهي تغلي من تحت الركام وأن انتفاضتها ستكون عارمة وأضاف أنه قد أعطى فرصة للنظام للإصلاح ولكن للصبر حدود.

## وفاته
توفي الشيخ إبراهيم السلقيني فجر يوم الثلاثاء 6 سبتمبر 2011م الموافق 8 شوال 1432 هـ عن عمر يناهز 77 عامًا بعد تعرضه لأزمة قلبية. وشُيّع جثمانه إلى مثواه الأخير عصر يوم الثلاثاء 6 سبتمبر بعد الصلاة على جثمانه في الجامع الكبير ووُري الثرى في مقبرة السفيري الوسطى/الشيخ جاكير/ بمدينة حلب. وشارك بالتشييع الدكتور أحمد بدر الدين حسون مفتي سوريا والدكتور موفق إبراهيم خلوف محافظ حلب والعديد من المسؤولين وعدد من أبناء المحافظة. إلا أن تشييعه سرعان ما تحوَّل إلى مظاهرة حاشدة ضد الدولة السورية لاعتقاد بعض المشيعين أن مؤيدي الرئيس السوري بشار الأسد هم من حقن السلقيني بمادة سامة إثر موقفه المؤيّد للثورة السورية.